# سوخوررشيد عليا (مقاطعة غيلانغرب)
سوخوررشيد عليا (بالفارسية: سوخوررشید علیا) هي قرية تقع في قسم حيدريه الريفي في إيران. يقدر عدد سكانها بـ 143 نسمة بحسب إحصاء 2016.